# 道の駅富弘美術館
道の駅富弘美術館（みちのえき とみひろびじゅつかん）は、群馬県みどり市にある国道122号の道の駅である。

## 沿革
- 1976年（昭和51年） - 草木ダム竣工式[1]、草木ドライブイン創業[2]。
- 2005年（平成17年） - 現在の富弘美術館開館[3]、草木ドライブインと合わせて道の駅に登録[4]。
- 2022年（令和4年） - コロナ禍による売上減や施設老朽化のためクラウドファンディングを実施、2,332,000円の支援を獲得[5]。
- 2023年（令和5年） - 道の駅記念きっぷ発売[4]。

## 施設

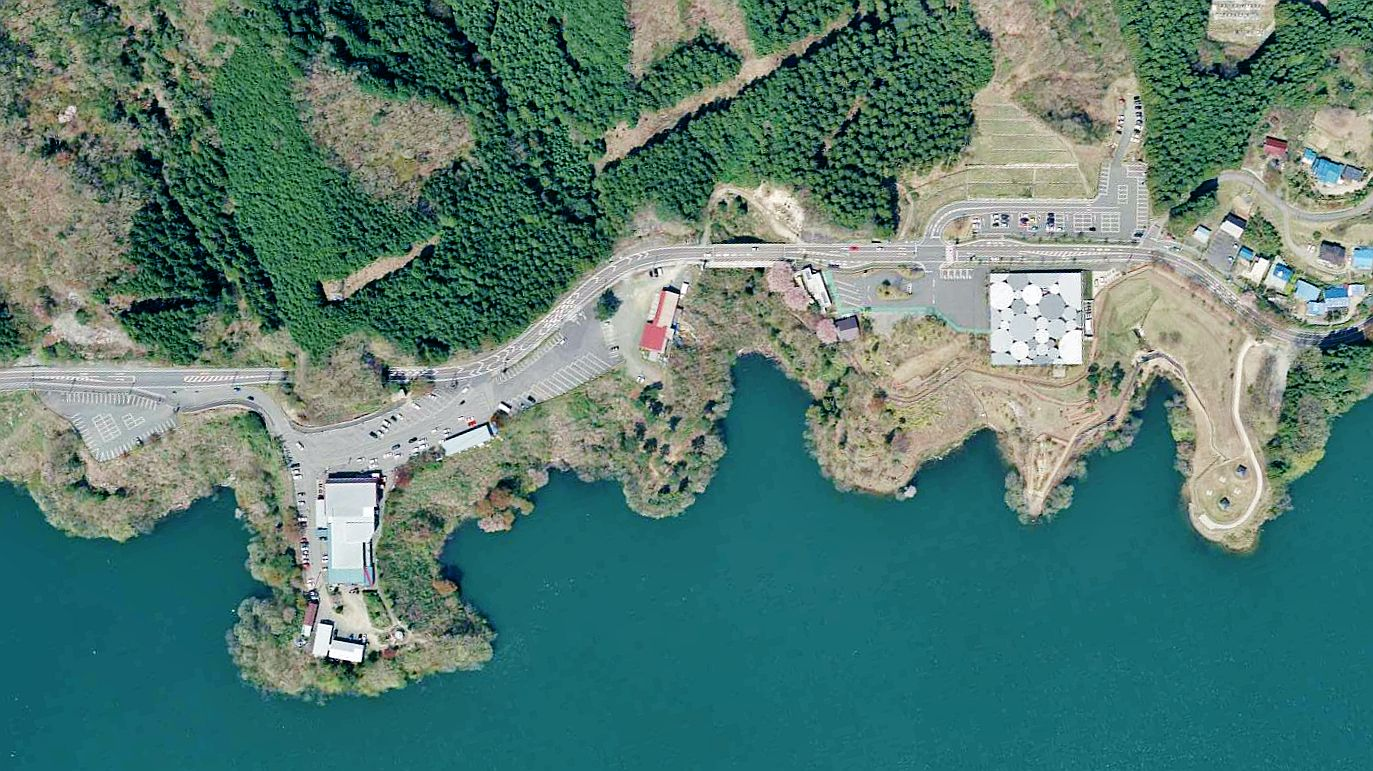
施設全景
右側（日光方面）に見える正方形の建物がみどり市立富弘美術館で、左側（桐生方面）の草木湖に突き出した部分にあるのが草木ドライブイン

- 駐車場（大型車13台、普通車31台、身体障害者用6台）
- トイレ（男33、女20、身体障害者用2）
- 公衆電話
- みどり市立富弘美術館
- 草木ドライブイン（みどり市東町草木75番地、有限会社草木ドライブイン、法人番号：3070002023254）
  - 特産物販売所
    - 「上州群馬 草木湖名物 よもぎまんじゅう」が名物[6][注 1]。

  - レストラン
  - コンビニエンスストア「ヤマザキYショップ草木ドライブイン店[8]」
  - 涅槃仏 - 1999年（平成11年）、塔ノ沢の石造釈迦涅槃像参拝困難のため設置[9]。
  - 疫病神追放神社

草木ドライブイン
涅槃仏
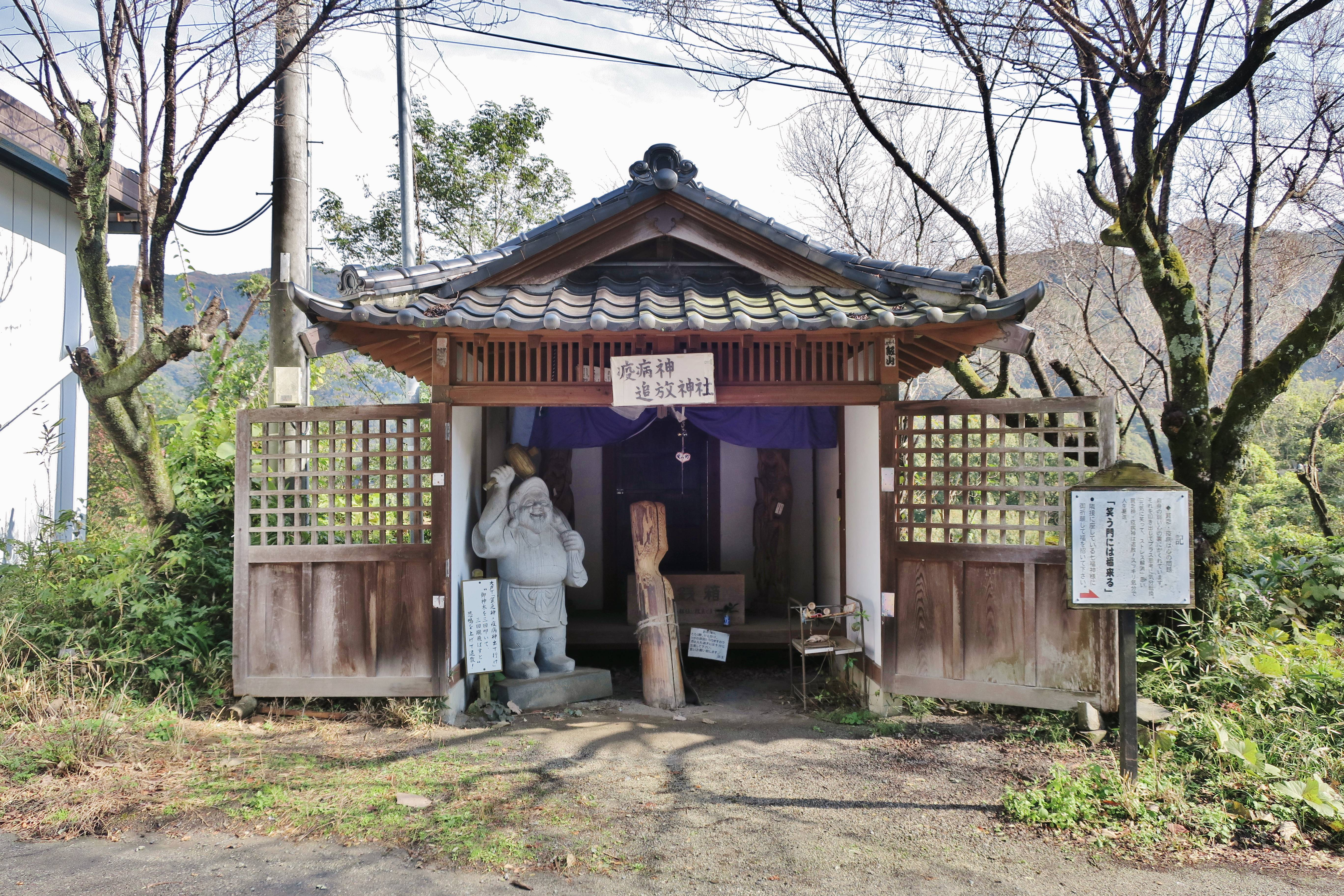
疫病神追放神社
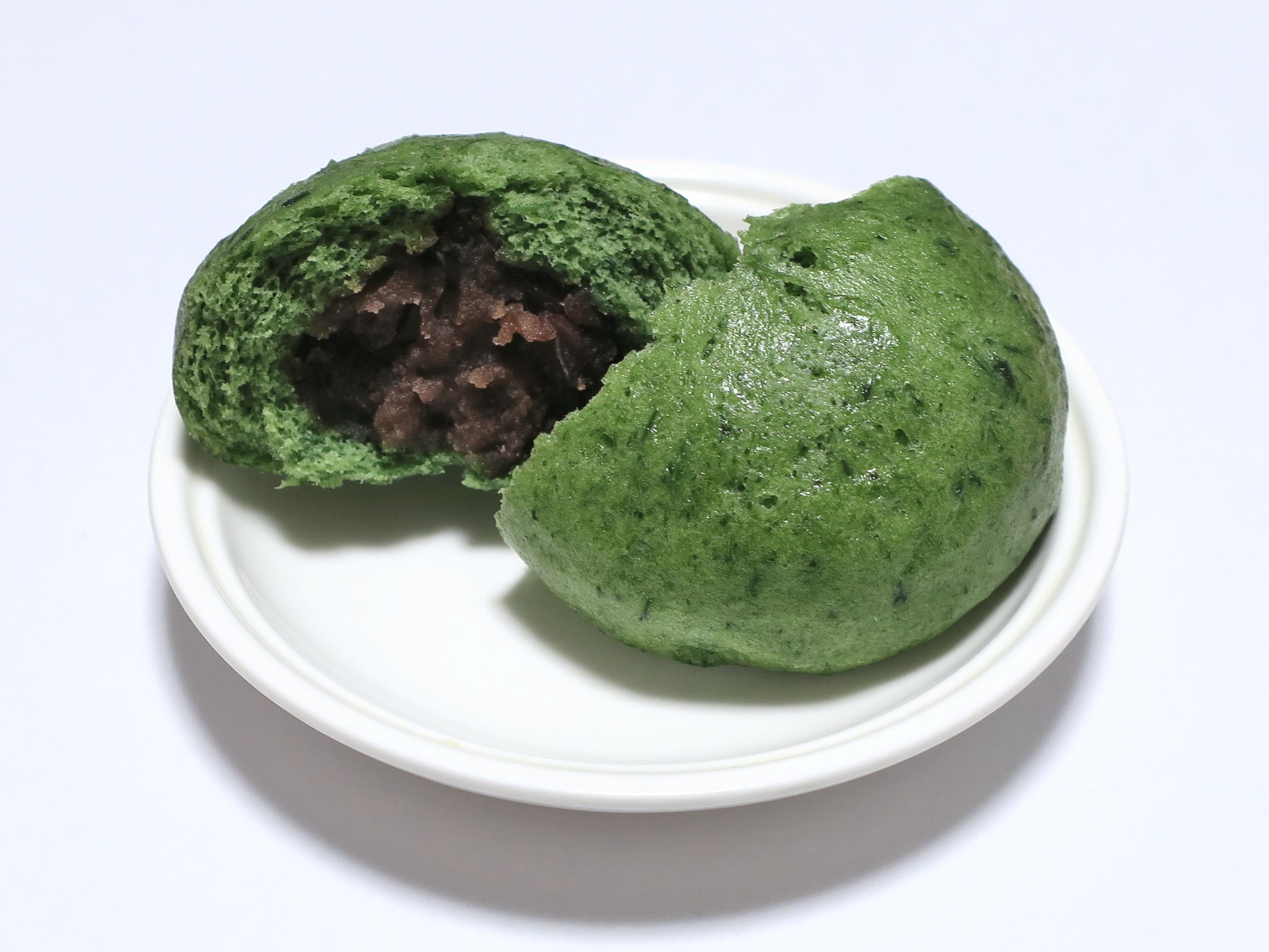
群馬草木湖名物よもぎまんじゅう

## 休館日
- 12月26日 - 1月1日

## 道路
- 国道122号

## 周辺
- 草木ダム